# 25a cerimònia dels Premis César
La 25a cerimònia dels Premis César — també coneguts com Nuit des César — que premiava les pel·lícules estrenades el 1999, va tenir lloc el 19 de febrer de 2000 al Théâtre des Champs-Élysées.

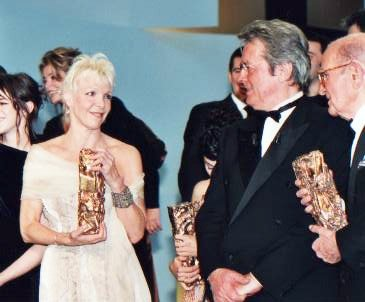
Tonie Marshall rep el premi de mans d'Alain Delon.

Va ser presidida per Alain Delon i retransmesa a Canal+.

## Presentadors i ponents
- Daniel Toscan du Plantier, president de l'Académie des arts et techniques du cinéma
- Alain Delon, president de la cerimònia
- Alain Chabat, mestre de cerimònia
- Nathalie Baye, per la presentació del César d'honor a Jean-Pierre Léaud
- Claude Berri, per l'entrega del César d'honneur a Josiane Balasko
- Alain Delon, Pierre Lescure, per a la remesa del César d'honor a Georges Cravenne
- Catherine Deneuve, per la presentació del César d'honor a Martin Scorsese (absent)
- Alain Delon, pel premi César a la millor pel·lícula
- Sabine Azéma, pel premi César al millor director
- Sigourney Weaver, per la presentació del César al millor actor
- Vincent Perez, pel premi César a la millor actriu
- Arielle Dombasle, pel premi César al millor actor secundari
- Gérard Jugnot, pel premi César a la millor actriu en segon paper
- Nicole Garcia, pel premi César al millor guió o adaptació original
- Bruno Putzulu, per la remissió del César a la revelació femenina
- Natacha Régnier, per la remissió del César a la revelació masculina
- Virginie Ledoyen i Guillaume Canet, pel premi César al millor primer treball
- Édouard Baer, pel premi César a la millor fotografia / César al millor so / César a la millor decoració / César a la millor edició
- Sigourney Weaver i Édouard Baer, per a la remissió del César dels millors vestits
- Lou Doillon i Alain Souchon, pel premi César a la millor música
- Emmanuelle Béart i Alain Chabat, per la presentació del César a la millor pel·lícula estrangera
- Julie Gayet i Said Taghmaoui, per la presentació del César al millor curtmetratge

## Desenvolupament
La triomfadora de la nit fou Vénus Beauté (Institut) de Tonie Marshall. que de set nominacions va guanyar quatre premis: el de millor pel·lícula, el de millor director i guionista que foren per Tonie Marshall i el de millor actriu revelació per Audrey Tautou. Ha estat l'única vegada als premis César que el premi al millor director l'ha guanyat una dona.
Per contra Joana d'Arc de Luc Besson, que tenia vuit nominacions, s'hagué de conformar amb els premis al millor so i millor vestuari. D'altra banda, Himalaya : L'Enfance d'un chef, amb tres nominacions va guanyar dos premis (millors música i fotografia) i Voyages va guanyar les seves dues nominacions (millor primera pel·lícula i millor muntatge).
D'altra banda, per primer cop una pel·lícula espanyola, Todo sobre mi madre de Pedro Almodóvar, guanya el premi a la millor pel·lícula estrangera. Luc Saint-Éloy, actor i director de Guadalupe, va fer una aparició sorpresa durant la cerimònia per denunciar la poca representació dels negres al cinema francès.

## Guanyadors i nominats
Els guanyadors s'indiquen en negreta.
| Millor pel·lícula - Vénus Beauté (Institut) de Tonie Marshall - La fortuna de viure de Jean Becker - Est-Ouest de Régis Wargnier - La Fille sur le pont de Patrice Leconte - Joana d'Arc de Luc Besson                                                                                               | Millor director - Tonie Marshall per Vénus Beauté (Institut) - Régis Wargnier per Est-Ouest - Luc Besson per Joana d'Arc - Patrice Leconte per La Fille sur le pont - Michel Deville per La Maladie de Sachs - Jean Becker per La fortuna de viure |
| Millor actor - Daniel Auteuil per La Fille sur le pont - Jean-Pierre Bacri per Kennedy et moi - Albert Dupontel per La Maladie de Sachs - Vincent Lindon per Ma petite entreprise - Philippe Torreton per Avui comença tot                                                                           | Millor actriu - Karin Viard per Haut les cœurs ! - Nathalie Baye per Vénus Beauté (Institut) - Sandrine Bonnaire per Est-Ouest - Catherine Frot per La Dilettante - Vanessa Paradis per La Fille sur le pont                                       |
| Millor actor secundari - François Berléand per Ma petite entreprise - Jacques Dufilho per C'est quoi la vie ? - Claude Rich per La Bûche - André Dussollier per La fortuna de viure - Roschdy Zem per Ma petite entreprise                                                                           | Millor actriu secundària - Charlotte Gainsbourg per La Bûche - Line Renaud per Belle-maman - Catherine Mouchet per Ma petite entreprise - Mathilde Seigner per Vénus Beauté (institut) - Bulle Ogier per Vénus Beauté (institut)                   |
| Millor actor revelació - Éric Caravaca per C'est quoi la vie ? - Clovis Cornillac per Karnaval - Romain Duris per Peut-être - Laurent Lucas per Haut les cœurs ! - Robinson Stévenin per Mauvaises fréquentations                                                                                    | Millor actriu revelació - Audrey Tautou per Vénus Beauté (Institut) - Valentina Cervi per Rien sur Robert - Émilie Dequenne per Rosetta - Barbara Schulz per La Dilettante - Sylvie Testud per Karnaval                                            |
| Millor pel·lícula estrangera - Todo sobre mi madre de Pedro Almodóvar - Being John Malkovich de Spike Jonze - Eyes Wide Shut de Stanley Kubrick - Ghost Dog: The Way of the Samurai de Jim Jarmusch - The Thin Red Line de Terrence Malick                                                           | Millor primera pel·lícula - Voyages d'Emmanuel Finkiel - La Bûche de Danièle Thompson - Les convoyeurs attendent de Benoît Mariage - Haut les cœurs ! de Sólveig Anspach - Karnaval de Thomas Vincent                                              |
| Millor guió original o adaptació - Tonie Marshall per Vénus Beauté (Institut) - Michel Deville i Rosalinde Deville per La Maladie de Sachs - Serge Frydman per La Fille sur le pont - Pierre Jolivet i Simon Michaël per Ma petite entreprise - Christopher Thompson i Danièle Thompson per La Bûche | Millor música - Bruno Coulais per Himalaya : L'Enfance d'un chef - Pierre Bachelet per La fortuna de viure - Patrick Doyle per Est-Ouest - Éric Serra per Joana d'Arc                                                                              |
| Millor fotografia - Éric Guichard per Himalaya : L'Enfance d'un chef - Thierry Arbogast per Joana d'Arc - Jean-Marie Dreujou per La Fille sur le pont | Millor decorat - Philippe Chiffre per Rembrandt - François Emmanuelli per Peut-être - Jean Rabasse per Astérix et Obélix contre César - Hugues Tissandier per Joana d'Arc                                                                          |
| Millor muntatge - Emmanuelle Castro per Voyages - Joëlle Hache per La Fille sur le pont - Sylvie Landra per Joana d'Arc | Millor so - Vincent Tulli, François Groult, Bruno Tarrière per Joana d'Arc - Dominique Hennequin, Paul Lainé per La Fille sur le pont - William Flageollet, Guillaume Sciama per La fortuna de viure                                               |
| Millor vestuari - Catherine Leterrier per Joana d'Arc - Ève-Marie Arnault per Rembrandt - Gabriella Pescucci i Caroline de Vivaise per Le Temps retrouvé | Millor curtmetratge - Sale Battars de Delphine Gleize - À l'ombre des grands baobabs de Rémy Tamalet - Acide animé de Guillaume Bréaud - Camping sauvage d'Abd-el-Kader Aoun, Giordano Gederlini - 17, rue Bleue de Chad Chenouga                  |
| César d'honor - Josiane Balasko - Martin Scorsese (absent) - Jean-Pierre Léaud - Georges Cravenne | |